# Nooksack Cirque

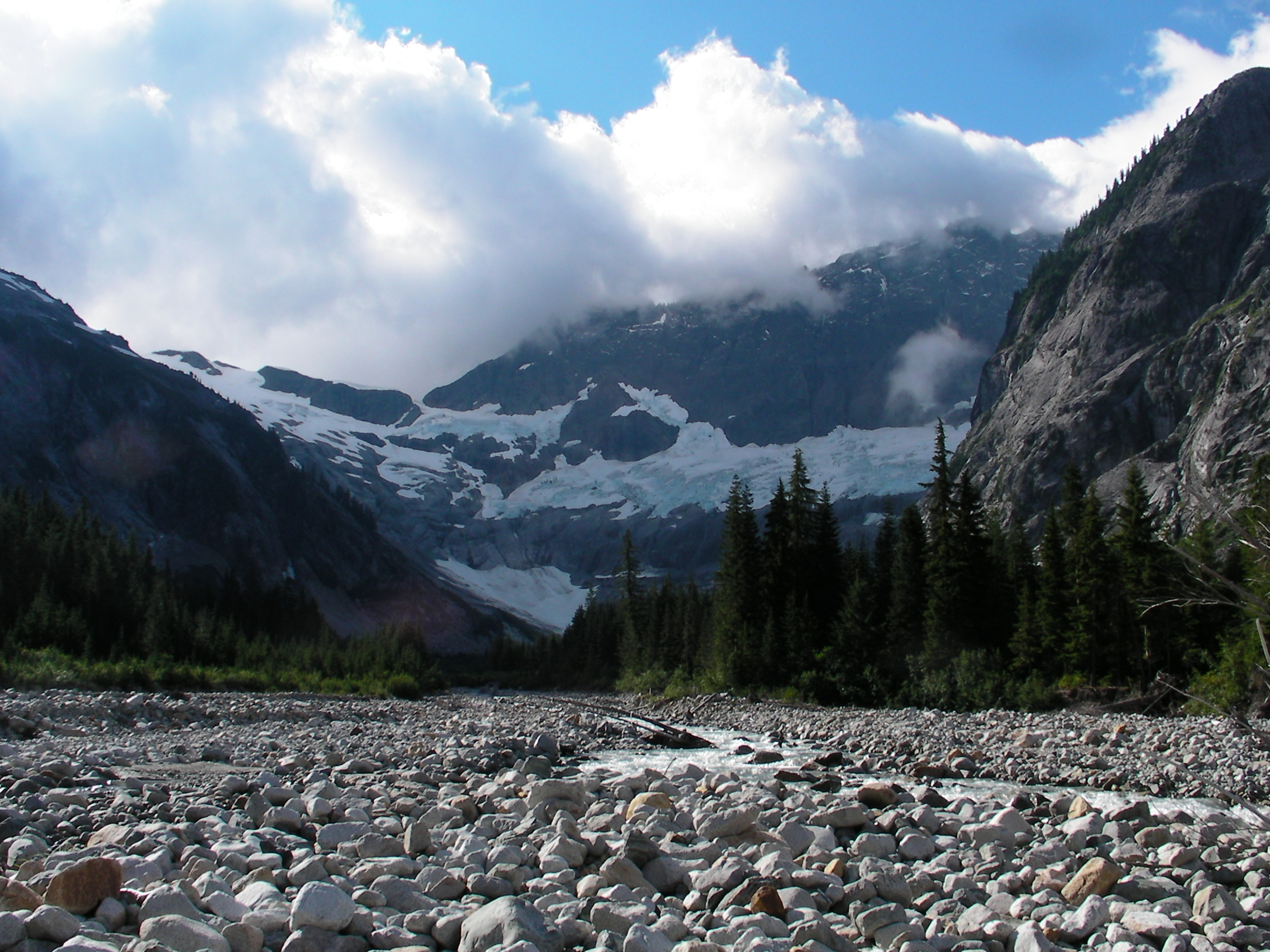
Die Quellen des Nooksack River

Der Nooksack Cirque ist ein Kartal im North Cascades National Park, im Whatcom County im US-Bundesstaat Washington an den Osthängen des Mount Shuksan gelegen. Der Nooksack Cirque wurde durch Gletscher geformt, und der East Nooksack Glacier liegt innerhalb des Kars unterhalb der als Jagged Ridge bezeichneten Kopfmauer. Das Kar erstreckt sich von einem Nebengipfel des Mount Shuksan, des Nooksack Tower, bis zum Seahpo Peak über eine Breite von 2,5 mi (4 km) und eine Länge von 1,5 mi (2,4 km). Über den Nooksack Cirque strömen die Schmelzwässer des East Nooksack Glacier zu Tal und bilden die Quelle des Nooksack River.